# 명의사칭
명의사칭(名義詐稱)이란 행위자가 본인의 대리인임을 표시하여 법률행위를 하지 않고 마치 본인인 것처럼 행세하여 본인의 이름으로 법률행위를 하는 것처럼 행동하는 것을 말한다. 행위자에게 대리권이 있는 경우에는 학설과 판례가 일치하여 본인에게 효과가 귀속된다고 하나 아무런 권한도 없는 자가 타인의 이름을 사용하여 법률행위를 한 경우에는 당사자 확정의 문제를 선행하여 해결한다.

## 같이 보기
- 명의개서
- 명의신탁

## 관련 판례
- 94다4912